# Ibrahim Yacouba
Ibrahim Yacouba, né le 8 août 1971 à Maradi (Niger), est un syndicaliste et homme politique nigérien. D'avril 2022 à juillet 2023, il est ministre de l'Énergie et des Énergies renouvelables.

## Biographie

### Origines, études et vie personnelle
Son père est un commerçant, né dans les années 1940 à Birnin Lokoyo (commune de Matankari) mais qui passe l'essentiel de sa vie à Maradi. Militant sawabiste, ce dernier a quitté son village natal vers le début des années 1960 pour se retrouver à Maradi, à 300 km à l'est, où il entreprend différentes activités commerciales. Son père meurt en août 2016. Sa mère est elle aussi née à Birni Lokoyo, dans l'actuelle commune rurale de Matankari (département de Doutchi, région de Dosso).
Après un cycle primaire et secondaire à Maradi, Ibrahim Yacouba fréquente l'École nationale d'administration (ENA) du Niger, où il suit de 1988 à 1991 (et de nouveau en 2002) le cycle de formation des contrôleurs des douanes. Il poursuit en 2006-2007 sa formation supérieure en douanes, au Maroc, au Centre de formation douanière de Casablanca (CFD), où il obtient le diplôme d'inspecteur général des douanes. Il est également détenteur d'un DESS en gestion des ressources humaines.
Il est marié et père de quatre enfants.

### Carrière syndicale
En parallèle de ses études, il est secrétaire général du syndicat étudiant de l'ENA. Il crée un journal étudiant, La Marche.
Au congrès d’août 2003 à Niamey, il prend la tête du Syndicat national des agents des douanes (SNAD). Il est réélu à deux reprises et reste à ce poste jusqu’en 2012, lorsqu'il est nommé ministre. Il a participé à faire construire le siège du syndicat et a négocié des réformes concernant le statut des agents des douanes.
Il participe également à la création de la Coordination démocratique de la société civile nigérienne (CDSCN). Cette structure s’était illustrée dans la défense des services publics de base au Niger et dans la lutte contre la vie chère, notamment en 2005. Il a également occupé les fonctions de secrétaire de la Convergence citoyenne du Niger. Il est membre fondateur et du premier bureau de la Confédération démocratique des travailleurs du Niger (CDTN) entre 2003 et 2006.

### Carrière politique
Militant altermondialiste, il est coordonnateur du mouvement contre la guerre en Irak et organise plusieurs manifestations contre cette guerre au Niger.
Il dirige le réseau national dette et développement (RNDD), affilié au Comité pour l'annulation de la dette du tiers monde. Rapporteur général du Conseil consultatif de la transition de février 2010 à avril 2011, il prend une part active dans l'amendement et l'enrichissement des textes ayant encadré la transition politique au Niger en 2011.
Il est ministre des Transports au sein du gouvernement Brigi Rafini d'avril 2012 à août 2013. Il n'est pas reconduit dans le remaniement d’août 2013 et devient en septembre de la même année directeur de cabinet adjoint du président de la République, Issoufou Mahamadou, coordonnant sa communication.
Le 26 août 2015, considéré comme trop ambitieux par plusieurs proches du président, il est exclu du parti présidentiel, le PNDS, pour « rébellion ». Il quitte également son poste de directeur de cabinet adjoint et démissionne de la douane pour se consacrer uniquement à la politique. En novembre, il fonde le Mouvement patriotique nigérien MPN-Kiishin Kassa et se lance dans la campagne pour l'élection présidentielle de 2016, dénonçant la volonté du président de truquer le scrutin. Il est éliminé dès le premier tour, se classant cinquième avec 4,34 % des voix. Il est élu député au titre de son parti, dans la circonscription régionale de Dosso.
Il se rallie pourtant à Issoufou Mahamadou lors du second tour, après avoir été approché par l'opposant Hama Amadou. Issoufou Mahamadou est réélu président avec 92,37 % des voix.
Le 11 avril 2016, il est nommé ministre des Affaires étrangères, de la Coopération, de l'Intégration africaine et des Nigériens de l'extérieur dans le nouveau gouvernement Brigi Rafini.
En juin 2018, il lance sa coalition pour se présenter à l'élection présidentielle de 2020. Ibrahim YACOUBA finit à la 5e position avec 5,38 % des voix.
En avril 2022, Ibrahim YACOUBA et le Mouvement patriotique nigérien intègrent le groupe de la majorité gouvernementale à l'Assemblée nationale.
Le 23 avril 2022, il est nommé ministre d'État, de l'Énergie et des Énergies renouvelables dans le nouveau gouvernement Ouhoumoudou Mahamadou.
Le 4 janvier 2024, Ibrahim Yacouba est interpellé et arrêtée à Niamey. Il est poursuivi pour « atteinte à la sécurité nationale » et « crime de trahison » mais est libéré provisoirement en juillet 2024,par décision de la Chambre de Contrôle du Tribunal militaire.Cette décision ne sera jamais exécutée et Ibrahim Yacouba reste en détention malgré cette décision de liberté provisoire.
Cette fois ci pour le maintenir en détention,le tribunal militaire le poursuit pour association de malfaiteurs.Ainsi Ibrahim ne sera libéré que le 3 avril 2025 ,apres 452 jours de prison, à la faveur de la décision du gouvernement de libérer les prisonniers politiques en lien avec les évènements du 26 juillet 2023.

## Décoration
Grand officier de l'ordre national du Niger à l'issue de la transition du général Salou Djibo, il est fait officier de la Légion d'honneur française en 2016 ; il est décoré de cette dernière médaille le 2 février 2017 par l'ambassadeur Marcel Escure.
Auparavant et pour reconnaitre le remarquable travail accompli au sein de l'administration des douanes, il a obtenu par décret la Medaille d'honneur des Douanes nigériennes.

### Sport
Entre 2009 et 2012, il préside la fédération nigérienne de basket-ball. Il est également vice-président de la fédération nigérienne de football jusqu'en 2012. Il est propriétaire du Dan Kassawa FC (en).